# Ethelum rotundatum
Ethelum rotundatum är en kräftdjursart som beskrevs av Richardson 1907. Ethelum rotundatum ingår i släktet Ethelum och familjen Eubelidae. Inga underarter finns listade i Catalogue of Life.